# بهاء الدين الإخميمي
بهاء الدين الإخميمي (700هـ — 764هـ = 1300م — 1363م) هو الشيخ الإمام العلامة الأصولي المتكلم الزاهد بهاء الدين أبو الأزهر عبد الوهاب بن عبد الرحمن بن عبد الولي بن عبد السلام الإخميمي المراغي، المصري، ثم الدمشقي، الشافعي.

## مولده وسيرته
ولد الإمام الإخميمي في حدود سنة 700هـ، وأقبل على طلب العلم، فحفظ «الحاوي الصغير» للإمام نجم الدين عبد الغفار بن عبد الكريم القزويني (ت 665هـ)، وهو أحد أكثر المتون التي اشتغل بها في فقه الشافعية، وكان موضع عناية علماء كثيرين شرحاً وتدريساً ونظماً وغير ذلك. واشتغل بالقاهرة على شيخ الإسلام قاضي القضاة مجتهد عصره الإمام تقي الدين السبكي، ولا شك أن لتلقي الإمام الإخميمي عن شيخ الإسلام التقي السبكي أعظم الأثر في تكوين شخصيته العلمية وتهذيب معارفه، لما كان عليه ذلك الإمام من تبحر في العلوم، وإحاطة بالمعقول والمنقول منها، فقرأ عليه في الفقه والأصول، وتفقه كذلك على الإمام علاء الدين الباجي، ثم لازم شيخ الإسلام قاضي القضاة علاء الدين القونوي، وتخرج به، ثم سافر إلى دمشق واستوطنها. وكان كذلك ممن سمع الحديث وحدث، فسمع بالقاهرة من أبي النون فتح الدين يونس بن إبراهيم الكناني العسقلاني الدبابيسي، ويقال له أيضاً: الدبوسي (635هـ — 729هـ)، وحدث عنه بدمشق. وكان أكثر اشتغاله في الأصول والمعقولات، فبرع فيهما تماماً. وسكن عند استيطانه بدمشق بدرب الحجر، وكان يؤم بمسجده، وتصدى للتدريس والإفادة، وأعاد وحدث، وشغل بالعلم بالجامع الأموي بدمشق، وانتفع به الطلاب. وممن سمع منه وتتلمذ عليه الحافظ شمس الدين الحسيني، وسمع منه الحافظ شمس الدين ابن سند، ولازمه العلامة صدر الدين الياسوفي الشافعي، وأخذ عنه جماعة الأصول وغيرها، كالعلامة المفتي نجم الدين ابن الجابي، والإمام زين الدين عمر بن مسلم القرشي، والشيخ شمس الدين العيزري، والعلامة الشيخ جمال الدين يوسف بن الحسن بن محمد بن الحسن الحموي، المعروف بابن خطيب المنصورية، وغيرهم.

## مؤلفاته

رسالة في الرد على ابن تيمية في مسألة حوادث لا أول لها للإمام بهاء الدين الإخميمي من علماء القرن الثامن الهجري، حققها وشرح عباراتها وذيل عليها: الأستاذ سعيد عبد اللطيف فودة.

لم يكن الإمام الإخميمي من المكثرين من التصنيف، بل لم يذكر مترجموه له إلا كتابه الشهير: «المنقد من الزلل في العلم والعمل»، ثم يقولون: وأشياء أخرى، أو: غيره... دون أن يفصحوا عن شيء من تلك المصنفات الأخرى، والتي منها رسالته في الرد على بعض أتباع ابن تيمية الذي اعترضوا عليه في رده في كتابه على ابن تيمية قوله بحوادث لا أول لها. أما كتابه: (المنقذ من الزلل في العلم والعمل) فيقول فيه صديقه الإمام تاج الدين السبكي: «وصنف في علم الكلام كتابا سماه: المنقذ من الزلل في العلم والعمل، وأحضره لي لأقف عليه، فوجدته قد سلك طريقا انفرد بها، وفي كتابه هذا مويضعات يسيرة لم أرتضها». وقد عقب الأستاذ سعيد فودة على كلام الإمام التاج السبكي قائلاً: «وتأمل تعبيره عن مواضع النقد في الكتاب بقوله: (مُوَيْضِعات) مما يدل على استسحانه للكتاب في الجملة، وقد أشار الحافظ ابن حجر في (الدرر) إلى وصف الكتاب وأنه انتقد لانفراداته، وأياً كان الحال فلا يغني هذا كله عن الاطلاع على الكتاب والحكم عليه حينذاك. وقد حفظت لنا خزانة شيخ الإسلام فيض الله بالآستانة نسخة من هذا الكتاب، كتبت سنة 756هـ، أي في حياة المؤلف، تقع في 151 ورقة، محفوظة تحت رقم 1216».

## ثناء العلماء عليه
رغم أن العلامة الإخميمي لم يحظ بذيوع الصيت والشهرة الواسعة كما حظي بذلك عديد من أقرانه، كالإمام التاج السبكي مثلاً، إلا أنه كان يتمتع باحترام وتقدير بالغ من قبل معاصريه ومن بعدهم من العلماء، كما يظهر ذلك جلياً من ثناءاتهم عليه، وإشادتهم بعلمه وإمامته وبراعته.
- قال عنه صديقه الإمام شيخ الإسلام قاضي القضاة تاج الدين السبكي ابن شيخ الإسلام تقي الدين السبكي في كتابه (طبقات الشافعية الكبرى): «ولد في حدود سنة سبع مائة، وتفقه بالقاهرة على والدي رحمه الله، قرأ عليه في الفقه والأصول، ثم لازم الشيخ علاء الدين القونوي، ثم خرج إلى دمشق واستوطنها، وكان إماما بارعا في علمي الكلام والأصول، ذا قريحة صحيحة، وذهن صحيح، وذكاء مفرط، ويعرف الحاوي الصغير في الفقه معرفة جيدة، وعنده دين كثير، وتأله، وعبادة، ومراقبة، وصبر على خشونة العيش، وكانت بيني وبينه صداقة ومحبة، ومراسلات كثيرة في مباحث جرت بيننا، أصولا، وكلاما، وفقها، وصنف في علم الكلام كتابا سماه: المنقذ من الزلل في العلم والعمل، وأحضره لي لأقف عليه، فوجدته قد سلك طريقا انفرد بها، وفي كتابه هذا مويضعات يسيرة لم أرتضها. توفي مطعونا شهيدا في تاسع عشر ذي القعدة سنة أربع وستين وسبع مائة، بداره بدرب الحجر بدمشق، حضرت الصلاة عليه ودفنه،».[4]

وذكره كذلك في ترجمة شيخ الإسلام إمام الحرمين أبو المعالي الجويني، حيث قال: «وهنا وقفة في كيفية ذلك العلم التفصيلي بحث عن معرفتها الإمام المتكلم بهاء الدين عبد الوهاب بن عبد الرحمن المصري الإخميمي وكانت له يد باسطة في علم الكلام...».
قال الأستاذ سعيد فودة: «ومن الواضح أن هذه الأوصاف التي أطلقها الإمام التاج السبكي إنما هي نتيجة خبرة منه بهذا الإمام، وحصيلة معرفته به عن طريق اشتراكهما في الأخذ عن شيخ واحد، وهو شيخ الإسلام تقي الدين السبكي، وعن طريق المباحثات والمراسلات التي جرت بينهما.. وبالجملة، فأنعم بمن كان رفيقه في النظر تاج الدين السبكي، وهو من هو براعة وتقدماً في سائر العلوم».
- وقال عنه ابن العماد الحنبلي في كتابه (شذرات الذهب في أخبار من ذهب): «بهاء الدين عبد الوهاب بن عبد الولي بن عبد السلام المراغي المصري الأخميمي ثم الدمشقي الشافعي الزاهد القدوة. مولده في حدود سنة سبعمائة. اشتغل بالعلم وأشغل به، وحفظ الحاوي الصغير وسمع الحديث. قال ابن رافع: وجمع كتابا في أصول الفقه والدين. وقال ابن كثير: كان له يد في أصول الدين والفقه وصنف في الكلام كتابا مشتملا على أشياء مقبولة وغير مقبولة. وقال السبكي: أخذ بالقاهرة عن الشيخ تقي الدين السبكي، ولازم الشيخ علاء الدين القونوي، ثم خرج إلى الشام واستوطنها. وكان إماما بارعا في علم الكلام والأصول، ذا قريحة صحيحة وذهن صحيح وذكاء مفرط، وعنده دين كثير وتأله وعبادة ومراقبة، وصبر على خشونة العيش، وكان بيني وبينه صداقة وصحبة ومحبة ومراسلات كثيرة في مباحث جرت بيننا أصولاً وكلاماً وفقهاً، وصنف في علم الكلام كتابا سماه المنقذ من الزلل في العلم والعمل وأحضره إلي لأقف عليه، فوجدته قد سلك طريقا انفرد بها وفي كتابه مويضعات يسيرة لم أرتضها. توفي في ذي القعدة مطعوناً، ودفن بتربته داخل البلد. ومراغة: بفتح الميم وكسرها قرية من الصعيد، إليها ينسب المترجم. ومراغة أيضاً بلدة من بلاد أذربيجان خرج منها جماعة من الأئمة والمحدثين وهي بفتح الميم ليس إلا».[7]
- وقال عنه الذهبي في (العبر في خبر من غبر): «وشيخنا الإمام العلامة الزاهد القدوة بهاء الدين أبو الأزر هارون، الشهير بعبد الوهاب بن عبد الرحمن بن عبد المولى الإخميمي المراغي المصري، ثم الدمشقي الشافعي. وكان بارعا في المعقولات، تخرج بالشيخ علاء الدين القونوي، وروى لنا عن يونس بن إبراهيم الدبابيسي. وألف أشياء منها الكتاب المنقذ من الزلل في القول والعمل، وكان يؤم بمسجد درب الحجر، ودفن بزاوية ابن السراج بالصاغة العتيقة داخل دمشق بالقرب من سكنه، رحمه الله».[8]
- وقال عنه الحافظ شيخ الإسلام ابن حجر العسقلاني في (الدرر الكامنة في أعيان المئة الثامنة): «عبد الوهاب بن عبد الولي بن عبد السلام المصري الأخميمي أبو الأزهر هارون وهو لقبه ويلقب بهاء الدين ولد في أول القرن وحفظ الحاوي الصغير في كبره وسمع الحديث وجمع كتابه المشهور في الكلام سماه المنقذ من الزلل، قال ابن كثير: كانت له يد طولى في الأصول. وترجم له السبكي في الطبقات ينقل منه مات في ذي القعدة سنة 764 مطعوناً».[9]
- وقال عنه الحافظ تقي الدين بن رافع السلامي في (وفياته): «الإمام بهاء الدين... اشتغل، وحدث، وحفظ (الحاوي الصغير)، وتفقه، وأعاد، وجمع كتباً في أصول الفقه والدين، وشغل بالعلم بجامع دمشق، وانتفع به».
- وقال عنه تلميذه الحافظ شمس الدين الحسيني: «الإمام، العلامة، الزاهد، القدوة... كان بارعاً في المعقولات، تخرج بالشيخ علاء الدين القونوي».
- وقال عنه الحافظ ولي الدين العراقي: «الشيخ الإمام بهاء الدين... برع في المعقولات، وتفقه، وكان إماماً في الأصول، ولازم الشغل، وانتصب للإفادة بالجامع الأموي، وتخرج به جماعة، وصنف تصانيف..».
- ووصفه الحافظ المؤرخ شمس الدين السخاوي بقوله: «الإمام المفتي في الأصول، والبارع في العقليات، المنتصب للتدريس والإفادة».

## وفاته
توفي الإمام بهاء الدين الإخميمي شهيداً بالطاعون — وكان هذا الطاعون ثاني طواعين القرن الثامن، بدأ في القاهرة، ثم انتشر حتى وصل دمشق وحلب وغزة — في تاسع عشر ذي القعدة، سنة 764هـ، بداره بدرب الحجر بدمشق، وصلي عليه بعد العصر بالجامع الأموي، وكان ممن حضر الصلاة عليه ودفنه: صاحبه الإمام تاج الدين السبكي. وقد دفن بتربة أعدها لنفسه بزاوية ابن السراج — المعروفة بالزاوية السراجية — بالصاغة العتيقة، بالقرب من سكنه، وتعرف هذه التربة بالتربة المراغية.